# Deluxe Paint
Deluxe Paint – edytor grafiki rastrowej, którego oryginalnym autorem był Dan Silva a wydawcą Electronic Arts. Pierwsza wersja programu została wydana w 1985 na komputery typu Amiga i zyskała na tej platformie status podstawowego narzędzia do edycji grafiki.
Najbardziej znane wersje programu to Deluxe Paint III, Deluxe Paint 4.1 (ECS) oraz wersja Deluxe Paint 4.5 wykorzystująca możliwości ulepszonego układu grafiki AGA.
Deluxe Paint oryginalnie pozwalał na edycję obrazów o ograniczonej liczbie kolorów wybranych przez autora obrazu do palety barw, co było ograniczeniem narzuconym przez ówczesne komputery Amiga.
W Polsce, program był dystrybuowany przez IPS Computer Group.